# کارو (فیلم)
کارو (ارمنی: Կարո) یک فیلم ماجراجویی و جنگی به کارگردانی آرتاشس های-آرتیان و اس. تایتس است که در سال ۱۹۳۷ منتشر شد. در این فیلم، یک دانش آموز به نام کارو، در جریان استقرار اتحاد شوروی در ارمنستان درگیر مبارزه بین کمونیست‌ها و داشناک‌ها می شود.

## بازیگران
- آوت آوتیسیان
- موکو هاکوبیان
- اوری بونیاتیان
- گورگن گابریلیان
- موراد کوستانیان
- و. بادالیان
- د. تساتوریان
- گورگن جانیبکیان
- سامول مکرتچیان
- جی. اوهانیان
- آماسیا مارتیروسیان